# Hoplitis caudex
Hoplitis caudex är en biart som först beskrevs av (timberlake och Michener 1950, och fick sitt nu gällande namn av >. Hoplitis caudex ingår i släktet gnagbin, och familjen buksamlarbin. Inga underarter finns listade i Catalogue of Life.